# Jewgeni Sergejewitsch Syssojew
Jewgeni Sergejewitsch Syssojew (russisch Евгений Сергеевич Сысоев, wiss. Transliteration Evgenij Sergeevič Sysoev; * 20. Juni 1959 in der Oblast Tomsk) ist ein sowjetischer bzw. russischer KGB- bzw. FSB-Offizier, der seit 1. Januar 2022 der Leiter des Anti-Terror-Zentrums der Mitgliedstaaten der Gemeinschaft Unabhängiger Staaten ist. Zuvor war er vom 1. Januar 2019 (Ernennung durch Präsidentenerlass vom 28. Dezember 2018) bis zum 31. Dezember 2021 Leiter der Akademie des Föderalen Sicherheitsdienstes der Russischen Föderation.

## Leben
Syssojew schloss 1982 sein Studium an der Fakultät für Physik und Technologie der Staatlichen Universität Tomsk, benannt nach Walerian Wladimirowitsch Kuibyschew, ab. Anschließend trat er 1983 in den KGB ein und absolvierte 1984 den Höheren Lehrgang des KGB der UdSSR in Minsk. 1988 übernahm er eine leitende Funktion in der Direktion des FSB für die Region Tomsk. Im Jahr 2000 wurde er stellvertretender Abteilungsdirektor, 2003 Erster stellvertretender Leiter des FSB für die Region Krasnojarsk. Er war von 2005 bis 2009 Leiter des Instituts des FSB in Nowosibirsk. 2009 wurde er zum Leiter der Direktion des FSB für die Region Nowosibirsk sowie Vorsitzender des Rates der Leiter des Föderalen Sicherheitsdienstes im Föderationskreis Sibirien ernannt. Er war ab 2011 Stellvertretender Leiter des Dienstes und Leiter der Inspektionsabteilung des Kontrolldienstes des FSB. Zwei Jahre später (2013) wurde er Stellvertretender Direktor des FSB und Stabschef des Nationalen Anti-Terror-Komitees. Ab 2016 war er Direktor des Exekutivkomitees der regionalen Anti-Terror-Struktur der Shanghaier Organisation für Zusammenarbeit und ab 2019 Leiter der Akademie des Föderalen Sicherheitsdienstes der Russischen Föderation. Mit Beschluss des Rates der Staatsoberhäupter der Gemeinschaft Unabhängiger Staaten vom 15. Oktober 2021 wurde er zum Leiter des Anti-Terror-Zentrums der GUS-Mitgliedstaaten ernannt. Er steht im Rang eines russischen Generalobersts (entspricht dem deutschen Generalleutnant).

## Auszeichnungen
- Ehrenamtlicher Spionageabwehroffizier
- Alexander-Newski-Orden „für militärische Verdienste“
- „Stern von Pakistan“